# Arnold Bruggink
Arnold Jan Bruggink (Almelo, 24 de julho de 1977) é um ex-futebolista neerlandês que jogava como meia-atacante.

## Carreira
Revelado pelo RKVV STEVO, Bruggink iniciou a carreira profissional em 1993, no Twente. Em 4 temporadas, foram 99 jogos disputados e 34 gols.
Em 1997 assinou com o PSV, e foi no clube de Eindhoven que o jogador teve destaque, vencendo 3 vezes a Eredivisie e a Supercopa dos Países Baixos em 2 ocasiões. Após 152 partidas e 59 gols, Bruggink teve sua primeira experiência fora do país natal em 2003, quando foi contratado pelo Mallorca, onde jogou 26 vezes e fez 7 gols antes de voltar aos Países Baixos em 2004, desta vez para defender o Heerenveen.
Voltou a se destacar em sua passagem pelo Hannover 96, atuando em 111 jogos entre 2006 e 2010, com 20 gols marcados e também chegou a usar a braçadeira de capitão. Após o término de seu contrato com a equipe alemã, treinou no Twente enquanto aguardava uma proposta oficial do clube que o revelou. Assinou por um ano com os Tukkers, vencendo a Copa dos Países Baixos de 2010–11, mas disputou apenas 6 partidas pela Eredivisie antes de encerrar sua carreira ao término da temporada. Após deixar os gramados, virou comentarista em emissoras de seu país e da Alemanha.

## Seleção Neerlandesa
Bruggink, que disputou 31 partidas e fez 15 gols pela seleção Sub-21 dos Países Baixos entre 1995 e 1999, jogou apenas 2 vezes pela equipe principal, ambas em 2000 e pelas eliminatórias europeias da Copa de 2002, contra Irlanda e Espanha.

## Títulos
Twente
- Copa dos Países Baixos: 2010–11

PSV
- Eredivisie: 1999–2000, 2000–01 e 2002–03
- Supercopa dos Países Baixos: 2001 e 2002